# Jakub Szer
Jakub Szer (ur. 1890, zm. 1944 w obozie koncentracyjnym Vaivara w Estonii) – polski malarz i rysownik pochodzenia żydowskiego.

## Życiorys
Związany był ze środowiskiem artystów wileńskich, był nauczycielem rysunku w szkołach żydowskich. Wystawiał swoje prace z Wileńskim Towarzystwem Artystycznym m.in. w 1911. Uczestniczył w Wystawie Rzemiosł i Sztuki w 1925, I Wystawie Obrazów Artystów Wileńskich w Druskiennikach w 1931, Salonie Wiosennym w Wilnie w 1932 oraz w zorganizowanej w 1935 Wystawie Malarzy Żydowskich. Jakub Szer tworzył nastrojowe pejzaże, weduty, panoramy ulic i zaułków dzielnicy żydowskiej w Wilnie, wnętrza bożnic a także portrety. Znane są też jego obrazy z plenerów w Bastunach oraz obrazy kwiatów. Stosował technikę olejną, akwarele i pastele. Podczas II wojny światowej został uwięziony w wileńskim getcie, pracował dla tamtejszego teatru, utrzymywał się malując obrazy dla hitlerowców. Został przetransportowany do obozu koncentracyjnego w Vaivarze, gdzie został zamordowany w 1944.